# My Everything (album của Ariana Grande)
My Everything là studio album của ca sĩ người Mỹ Ariana Grande, được Republic Records phát hành vào ngày 22 tháng 8 năm 2014. Album bán được 169.000 bản trong tuần đầu tiên và lọt vào bảng xếp hạng Billboard 200 ở vị trí thứ nhất, đồng thời đứng đầu các bảng xếp hạng tại Úc và Canada cũng như lọt vào top 10 tại 20 quốc gia trên toàn thế giới.
Trước khi My Everything được phát hành, đĩa đơn đầu tiên của ep, "Problem", với sự tham gia của rapper người Úc Iggy Azalea, đã ra mắt vào ngày 28 tháng 4 năm 2014. Bài hát xuất hiện lần đầu tiên trên bảng xếp hạng Billboard Hot 100 ở vị trí thứ 3 với hơn 400.000 lượt tải về trong tuần đầu tiên, và sau đó đã đạt thứ hạng cao nhất ở vị trí thứ 2. Đĩa đơn thứ hai, "Break Free", với sự tham gia của nhà sản xuất âm nhạc người Nga-Đức Zedd, được phát hành vào ngày 2 tháng 7 năm 2014, và đạt thứ hạng cao nhất ở vị trí thứ 4. Đĩa đơn thứ ba, "Love Me Harder", với sự tham gia của The Weeknd, được phát hành vào ngày 30 tháng 9 năm 2014 và đạt thứ hạng cao nhất ở vị trí thứ 7. Giải Grammy lần thứ 57 đã đề cử My Everything cho hạng mục album giọng pop xuất sắc nhất.

## Bối cảnh
Album phòng thu đầu tay của Ariana Grande, Yours Truly, được phát hành vào ngày 3 tháng 9 năm 2013 và nhận được phản ứng rất tích cực từ giới phê bình. Không lâu sau đó, trong một cuộc phỏng vấn với tờ Rolling Stone, Grande cho biết cô đã bắt đầu sáng tác và thu âm cho album phòng thu thứ hai của mình. Cô bắt đầu thu âm từ tháng 10 năm 2013 cùng với Harmony Samuels và Tommy Brown, những nhà sản xuất đã từng tham gia thực hiện Yours Truly. Ban đầu Grande dự định sẽ phát hành album vào khoảng tháng 2 năm 2014. Tháng 1 năm 2014, Grande xác nhận là đang cộng tác với một số nhà sản xuất mới, bao gồm Ryan Tedder, Savan Kotecha, Benny Blanco, Key Wane và Max Martin. Tháng 2 năm 2014, Grande cho biết cô muốn đặt tên cho album này theo một bài hát mà cô vừa hoàn thành và đã làm cô khóc.
Tháng 3 năm 2014, Grande được công bố là sẽ góp mặt trong "Don't Be Gone Too Long", đĩa đơn thứ năm của từ album X của Chris Brown. Bài hát ban đầu được lên kế hoạch ra mắt vào ngày 25 tháng 3 năm 2014, tuy nhiên việc phát hành đã bị hoãn lại do Brown bị bắt giữ vì tội hành hung. Grande đã thông báo sự trì hoãn này trên Twitter vào ngày 17 tháng 3 năm 2014, đồng thời cho biết thay vào đó cô sẽ phát hành đĩa đơn đầu tiên từ album phòng thu thứ hai của mình. Cô hoàn tất việc thực hiện album vào cuối tháng 5 năm 2014. Ngày 28 tháng 6 năm 2014, Grande xác nhận rằng album có tên là My Everything và sẽ được phát hành vào ngày 25 tháng 8 năm 2014.

## Phát hành và quảng bá
Ngày 28 tháng 6 năm 2014, Grande cho biết My Everything sẽ có thể được đặt mua qua trang web của cô. Những người đã đặt mua album sẽ được xem trực tuyến một buổi diễn được tổ chức vào ngày 24 tháng 8 năm 2014, trong đó Grande lần đầu tiên biểu diễn các bài hát trong album. Grande sẽ bắt đầu chuyến lưu diễn toàn thế giới đầu tiên của mình, The Honeymoon Tour, để quảng bá cho album vào tháng 2 năm 2015.
Trước khi My Everything được phát hành, Ariana Grande đã đăng tải các trích đoạn của hai hát nằm trong album, "Best Mistake" và "Love Me Harder", lên Instagram. Ngày 20 tháng 8 năm 2014, 4 bài hát nằm trong album, bao gồm "Why Try", "Be My Baby", "Love Me Harder" và "Just a Little Bit of Your Heart", được ra mắt qua MTV.
Ngày 24 tháng 8 năm 2014, Grande biểu diễn "Break Free" để mở màn cho lễ trao giải MTV Video Music Awards 2014, và sau đó biểu diễn "Bang Bang" cùng với Jessie J và Nicki Minaj. Sau lễ trao giải, My Everything được phát hành trên toàn thế giới vào ngày 25 tháng 8 năm 2014. Ngày 29 tháng 8 năm 2014, Grande biểu diễn "Problem", "Break Free", "Bang Bang" và "Break Your Heart Right Back" trên The Today Show. Ngày 5 tháng 9 năm 2014, Grande biểu diễn "My Everything", bài hát chủ đề của album, trong chương trình truyền hình Stand Up to Cancer để tưởng nhớ người ông của cô, người đã qua đời vì ung thư vào tháng 7 năm 2014.

## Đĩa đơn
Ariana Grande phát hành đơn đầu tiên của My Everything, "Problem", với sự tham gia của rapper người Úc Iggy Azalea, vào ngày 28 tháng 4 năm 2014 sau khi biểu diễn bài hát tại lễ trao giải Radio Disney Music Awards 2014. Bài hát xuất hiện lần đầu tiên trên bảng xếp hạng Billboard Hot 100 ở vị trí thứ 3 với 438.000 lượt tải về trong tuần đầu tiên, và sau đó đã đạt thứ hạng cao nhất ở vị trí thứ 2. Đến tháng 6 năm 2014, "Problem" đã được RIAA chứng nhận đĩa bạch kim đôi.
Đĩa đơn thứ hai, "Break Free", với sự tham gia của nhà sản xuất nhạc điện tử Zedd, được phát hành vào ngày 2 tháng 7 năm 2014. Bài hát xuất hiện lần đầu tiên trên bảng xếp hạng Billboard Hot 100 ở vị trí thứ 15 với 161.000 lượt tải về trong tuần đầu tiên, và sau đó đã đạt thứ hạng cao nhất ở vị trí thứ 4. "Break Free" cũng đã đạt vị trí thứ nhất trên bảng xếp hạng Billboard Dance/Electronic Digital Songs.
Đĩa đơn thứ ba, "Love Me Harder", với sự tham gia của ca sĩ PBR&B người Canada, The Weeknd, được phát hành vào ngày 30 tháng 9 năm 2014. Bài hát đạt thứ hạng cao nhất ở vị trí thứ 7 trên bảng xếp hạng Billboard Hot 100.

### Đĩa đơn quảng bá
"Best Mistake", với sự tham gia của Big Sean, được phát hành vào ngày 12 tháng 8 năm 2014 với vai trò là đĩa đơn quảng bá dành cho những người đã đặt mua album. Bài hát ngay lập tức đứng đầu bảng xếp hạng đĩa đơn của iTunes và sau đó lọt vào vị trí thứ 49 trên bảng xếp hạng Billboard Hot 100. Đĩa đơn quảng bá thứ hai, "One Last Time", được phát hành vào ngày 22 tháng 8 năm 2014.

## Đánh giá chuyên môn
| Đánh giá chuyên môn  | Đánh giá chuyên môn |
| Điểm trung bình      | Điểm trung bình     |
| Nguồn                | Đánh giá            |
| -------------------- | ------------------- |
| Metacritic           | 64/100              |
| Nguồn đánh giá       |                     |
| Nguồn                | Đánh giá            |
| AllMusic             | [ 38 ]              |
| The A.V. Club        | C+                  |
| Entertainment Weekly | B-                  |
| The Guardian         | [ 41 ]              |
| Los Angeles Times    | [ 42 ]              |
| New York Daily News  | [ 43 ]              |
| The Observer         | [ 44 ]              |
| Pitchfork            | 7.7/10              |
| Rolling Stone        | [ 46 ]              |
| Slant Magazine       | [ 47 ]              |

Theo Metacritic, My Everything nhận được 67 trên 100 điểm dựa trên 19 bài đánh giá, cho thấy phản hồi "nhìn chung tích cực". Rob Sheffield của Rolling Stone cho rằng Grande đang trưởng thành và album "là một tuyên ngôn nhạc pop đầy tự tin và thông minh và kiêu ngạo, kết hợp giọng hát của một diva với nhịp điệu của nhạc dance điện tử." Mikael Wood của Los Angeles Times bị Grande làm ấn tượng và cảm thấy cô "không còn là một tân binh ngây thơ nữa." Elysa Gardner của USA Today viết rằng Grande đang "trộn lẫn đường với gia vị với nhau để thỏa mãn những khẩu vị khác nhau của người hâm mộ." Stephen Thomas Erlewine của AllMusic nói "Grande không thể hiện các bài hát theo cách của một diva truyền thống, mà cô giống như một người dẫn đầu của nhạc pop, nhường chỗ cho bài hát khi cần và rồi cất lên giọng hát khi đến lúc cô tỏa sáng." Jason Lipshutz của Billboard cho rằng album này đã "biến Grande thành một nghệ sĩ nhạc dance, nghệ sĩ nhạc pop và nghệ sĩ nhạc soul" với một phong cách nhạc đồng nhất và trưởng thành hơn. Gary Graff của The Oakland Press cảm thấy đây là "một bước tiến vững chắc của Grande". Meaghan Garvey của Pitchfork "cho dù các bài hát có thể không bất hủ, chúng rất thích hợp với thời điểm hiện tại."
Jim Farber của New York Daily News khen ngợi giọng hát trưởng thành hơn của Grande nhưng cho rằng sự "thay đổi liên tục giữa các phong cách khác nhau làm gián đoạn dòng chảy" của album. Caroline Sullivan của The Guardian cũng khen ngợi giọng hát của cô nhưng cảm thấy các bài hát không có những nét đặc trưng riêng biệt. Annie Zaleski của The A.V. Club cho rằng album "được xây dựng và thiết kế để thành công", nhưng lại "hiếm khi thả lỏng đủ để đạt được chiều sâu hay những bất ngờ." Kitty Empire của The Observer cảm thấy khả năng thanh nhạc của Grande đã được phô diễn nhưng các bài hát lại thiếu cá tính. Andrew Chan của Slant Magazine cho rằng "những gì giọng hát của cô ấy còn thiều về chiều sâu, phong cách và sự đa dạng sẽ cần có thời gian để đạt được."
My Everything đã lọt vào danh sách các album xuất sắc nhất năm 2014 của Digital Spy, Cosmopolitan và  và The Huffington Post.

## Giải thưởng
| Năm  | Giải thưởng            | Hạng mục                      | Kết quả |
| ---- | ---------------------- | ----------------------------- | ------- |
| 2015 | People's Choice Awards | Album được yêu thích          | Đề cử   |
| 2015 | Giải Grammy            | Album giọng pop xuất sắc nhất | Đề cử   |

## Doanh số
My Everything bán được 169.000 bản trong tuần đầu tiên và xuất hiện lần đầu tiên trên bảng xếp hạng Billboard 200 ở vị trí thứ nhất. Nhờ đó, Ariana Grande có được album thứ hai liên tiếp đứng đầu bảng xếp hạng này, đồng thời trở thành nghệ sĩ nữ đầu tiên có cả album đầu tay và album thứ hai cùng đứng đầu bảng xếp hạng Billboard 200 kể từ khi ca sĩ người Scotland Susan Boyle làm được điều này với I Dreamed a Dream (2009) và The Gift (2010).
Tại Nhật Bản, My Everything đạt vị trí nhứ nhất trên bảng xếp hạng iTunes Store trong vòng 9 tuần và trở thành album đứng đầu bảng trong thời gian dài nhất năm 2014, phá kỉ lục của Frozen: Original Motion Picture Soundtrack.

## Danh sách bài hát
| My Everything — Phiên bản tiêu chuẩn | My Everything — Phiên bản tiêu chuẩn                         | My Everything — Phiên bản tiêu chuẩn | My Everything — Phiên bản tiêu chuẩn              | My Everything — Phiên bản tiêu chuẩn |
| STT                                  | Nhan đề                                                      | Sáng tác | Sản xuất                                          | Thời lượng                           |
| ------------------------------------ | ------------------------------------------------------------ | --- | ------------------------------------------------- | ------------------------------------ |
| 1.                                   | "Intro"                                                      | Tommy Brown Victoria McCants Ariana Grande | Brown                                             | 1:20                                 |
| 2.                                   | "Problem" (hợp tác với Iggy Azalea)                          | Ilya Salmanzadeh Max Martin Savan Kotecha Amethyst Kelly Grande                                                                                           | Martin Ilya Shellback Peter Carlsson [a]          | 3:13                                 |
| 3.                                   | "One Last Time"                                              | David Guetta Kotecha Giorgio Tuinfort Rami Yacoub Carl Falk                                                                                               | Falk Rami Ilya [b] Tuinfort [b] Kotecha [a]       | 3:17                                 |
| 4.                                   | "Why Try"                                                    | Benjamin Levin Ryan Tedder Ammar Malik Noel Zancanella | Tedder Benny Blanco Zancanella                    | 3:31                                 |
| 5.                                   | "Break Free" (hợp tác với Zedd)                              | Zedd Martin Kotecha | Zedd Martin                                       | 3:35                                 |
| 6.                                   | "Best Mistake" (hợp tác với Big Sean)                        | Grande Sean Anderson Denisea "Blu June" Andrews Brittany Coney Dwane Weir II                                                                              | Key Wane Sauce [a]                                | 3:53                                 |
| 7.                                   | "Be My Baby" (hợp tác với Cashmere Cat)                      | Levin Magnus August Høiberg Theron Thomas Timothy Thomas Peder Losnegård                                                                                  | Benny Blanco Cashmere Cat Lido                    | 3:36                                 |
| 8.                                   | "Break Your Heart Right Back" (hợp tác với Childish Gambino) | Kirby Dockery Andrew "Pop" Wansel Warren "Oak" Felder Donald Glover Bernard Edwards Nile Rodgers Steven Jordan Christopher Wallace Sean Combs Mason Betha | Wansel Felder                                     | 4:13                                 |
| 9.                                   | "Love Me Harder" (hợp tác với The Weeknd)                    | Martin Kotecha Peter Svensson Ali Payami Abel Tesfaye Ahmad Balshe                                                                                        | Payami Svensson P. Carlsson [a]                   | 3:56                                 |
| 10.                                  | "Just a Little Bit of Your Heart"                            | Harry Styles P. Carlsson | J. Carlsson P. Carlsson [a]                       | 3:51                                 |
| 11.                                  | "Hands on Me" (hợp tác với A$AP Ferg)                        | Rodney Jerkins Alicia Renee Williams Adrianne Birge Darold Ferguson, Jr.                                                                                  | Rodney "Darkchild" Jerkins Paul "Hotsauce" Dawson | 3:13                                 |
| 12.                                  | "My Everything"                                              | Grande Brown McCants Taylor Parks | Brown McCants [a]                                 | 2:48                                 |
| Tổng thời lượng:                     | Tổng thời lượng:                                             | Tổng thời lượng: | Tổng thời lượng:                                  | 40:31                                |

| My Everything — Phiên bản cao cấp (các bài hát bổ sung) | My Everything — Phiên bản cao cấp (các bài hát bổ sung) | My Everything — Phiên bản cao cấp (các bài hát bổ sung)                                  | My Everything — Phiên bản cao cấp (các bài hát bổ sung) | My Everything — Phiên bản cao cấp (các bài hát bổ sung) |
| STT                                                     | Nhan đề                                                 | Sáng tác                                                                                 | Sản xuất                                                | Thời lượng                                              |
| ------------------------------------------------------- | ------------------------------------------------------- | ---------------------------------------------------------------------------------------- | ------------------------------------------------------- | ------------------------------------------------------- |
| 13.                                                     | "Bang Bang" (hợp tác với Jessie J và Nicki Minaj)       | Martin Kotecha Rickard Göransson Onika Maraj                                             | Martin Göransson Ilya Kuk Harrell [a]                   | 3:18                                                    |
| 14.                                                     | "Only 1"                                                | Grande Brown Travis Sayles McCants Dennis Jenkins                                        | Brown Sayles McCants [a]                                | 3:14                                                    |
| 15.                                                     | "You Don't Know Me"                                     | Grande Harmony Samuels Helen "Carmen Reece" Culver Al Sherrod Lambert Maurice David Wade | Samuels Jo Blaq [a]                                     | 3:52                                                    |
| Tổng thời lượng:                                        | Tổng thời lượng:                                        | Tổng thời lượng:                                                                         | Tổng thời lượng:                                        | 51:10                                                   |

| My Everything — Phiên bản tại Mỹ Latinh (các bài hát bổ sung) | My Everything — Phiên bản tại Mỹ Latinh (các bài hát bổ sung) | My Everything — Phiên bản tại Mỹ Latinh (các bài hát bổ sung) | My Everything — Phiên bản tại Mỹ Latinh (các bài hát bổ sung) | My Everything — Phiên bản tại Mỹ Latinh (các bài hát bổ sung) |
| STT                                                           | Nhan đề                                                       | Sáng tác                                                      | Sản xuất                                                      | Thời lượng                                                    |
| ------------------------------------------------------------- | ------------------------------------------------------------- | ------------------------------------------------------------- | ------------------------------------------------------------- | ------------------------------------------------------------- |
| 16.                                                           | "Problem" (hợp tác với Iggy Azalea và J Balvin)               | Salmanzadeh Martin Kotecha Kelly Grande                       | Martin Ilya Shellback P. Carlsson [a]                         | 3:13                                                          |
| Tổng thời lượng:                                              | Tổng thời lượng:                                              | Tổng thời lượng:                                              | Tổng thời lượng:                                              | 54:23                                                         |

| My Everything — Phiên bản độc quyền cho Walmart (các bài hát bổ sung) | My Everything — Phiên bản độc quyền cho Walmart (các bài hát bổ sung) | My Everything — Phiên bản độc quyền cho Walmart (các bài hát bổ sung) | My Everything — Phiên bản độc quyền cho Walmart (các bài hát bổ sung) | My Everything — Phiên bản độc quyền cho Walmart (các bài hát bổ sung) |
| STT                                                                   | Nhan đề                                                               | Sáng tác                                                              | Sản xuất                                                              | Thời lượng                                                            |
| --------------------------------------------------------------------- | --------------------------------------------------------------------- | --------------------------------------------------------------------- | --------------------------------------------------------------------- | --------------------------------------------------------------------- |
| 16.                                                                   | "Problem" (hợp tác với Iggy Azalea) (Wayne G Club Mix)                | Salmanzadeh Martin Kotecha Kelly Grande                               | Martin Ilya Shellback P. Carlsson [a] Wayne G [c]                     | 6:35                                                                  |
| Tổng thời lượng:                                                      | Tổng thời lượng:                                                      | Tổng thời lượng:                                                      | Tổng thời lượng:                                                      | 57:45                                                                 |

| My Everything — Phiên bản độc quyền cho Target (các bài hát bổ sung) | My Everything — Phiên bản độc quyền cho Target (các bài hát bổ sung) | My Everything — Phiên bản độc quyền cho Target (các bài hát bổ sung) | My Everything — Phiên bản độc quyền cho Target (các bài hát bổ sung) | My Everything — Phiên bản độc quyền cho Target (các bài hát bổ sung) |
| STT                                                                  | Nhan đề                                                              | Sáng tác                                                             | Sản xuất                                                             | Thời lượng                                                           |
| -------------------------------------------------------------------- | -------------------------------------------------------------------- | -------------------------------------------------------------------- | -------------------------------------------------------------------- | -------------------------------------------------------------------- |
| 16.                                                                  | "Cadillac Song"                                                      | Grande Brown Sayles McCants Leon Sylvers                             | Brown Sayles McCants [a]                                             | 2:52                                                                 |
| 17.                                                                  | "Too Close"                                                          | Grande Samuels Culver Lambert Wade                                   | Samuels Jo Blaq [a]                                                  | 3:35                                                                 |
| Tổng thời lượng:                                                     | Tổng thời lượng:                                                     | Tổng thời lượng:                                                     | Tổng thời lượng:                                                     | 57:27                                                                |

| My Everything — Phiên bản tại Nhật Bản (các bài hát bổ sung) | My Everything — Phiên bản tại Nhật Bản (các bài hát bổ sung) | My Everything — Phiên bản tại Nhật Bản (các bài hát bổ sung)    | My Everything — Phiên bản tại Nhật Bản (các bài hát bổ sung) | My Everything — Phiên bản tại Nhật Bản (các bài hát bổ sung) |
| STT                                                          | Nhan đề                                                      | Sáng tác                                                        | Sản xuất                                                     | Thời lượng                                                   |
| ------------------------------------------------------------ | ------------------------------------------------------------ | --------------------------------------------------------------- | ------------------------------------------------------------ | ------------------------------------------------------------ |
| 16.                                                          | "Cadillac Song"                                              | Grande Brown Sayles McCants Sylvers                             | Brown Sayles McCants [a]                                     | 2:52                                                         |
| 17.                                                          | "Too Close"                                                  | Grande Samuels Culver Lambert Wade                              | Samuels Jo Blaq [a]                                          | 3:35                                                         |
| 18.                                                          | "Baby I" (hợp tác với Taro Hakase)                           | Kenneth "Babyface" Edmonds Antonio Dixon Patrick "J. Que" Smith | Edmonds Dixon                                                | 3:17                                                         |
| Tổng thời lượng:                                             | Tổng thời lượng:                                             | Tổng thời lượng:                                                | Tổng thời lượng:                                             | 60:44                                                        |

| My Everything — Phiên bản cao cấp tại Nhật Bản (DVD bổ sung) | My Everything — Phiên bản cao cấp tại Nhật Bản (DVD bổ sung) | My Everything — Phiên bản cao cấp tại Nhật Bản (DVD bổ sung) |
| STT                                                          | Nhan đề                                                      | Thời lượng                                                   |
| ------------------------------------------------------------ | ------------------------------------------------------------ | ------------------------------------------------------------ |
| 1.                                                           | "Problem" (hợp tác với Iggy Azalea) (Music video)            | 3:28                                                         |
| 2.                                                           | "Problem" (hợp tác với Iggy Azalea) (Lyric video)            | 3:14                                                         |
| 3.                                                           | "Official Interview"                                         | 8:00                                                         |
| Tổng thời lượng:                                             | Tổng thời lượng:                                             | 14:42                                                        |

Ghi chú
- ^[a]  biểu thị nhà sản xuất thanh nhạc
- ^[b]  biểu thị đồng sản xuất
- ^[c]  biểu thị người phối lại nhạc

## Đội ngũ thực hiện
Lấy từ ghi chú trên album.
| Giọng hát - Ariana Grande – hát chính - Big Sean – nghệ sĩ khách mời, hát nền - Iggy Azalea – nghệ sĩ khách mời - The Weeknd – nghệ sĩ khách mời - ASAP Ferg – nghệ sĩ khách mời - Childish Gambino – nghệ sĩ khách mời - Victoria McCants – hát nền - Savan Kotecha – hát nền - Ilya – hát nền - Jeanette Olsson – hát nền - Max Martin – hát nền - Sibel – hát nền - Joi Gilliam – hát nền - Taura Stinson – hát nền - Chonita "N'Dambi" Gillespie – hát nền - Rickard Goransson – hát nền | Quản trị và sáng tạo - Andre Marsh – A&R, điều phối A&R - Wendy Goldstein – A&R, chỉ đạo sản xuất - Naim Alli McNair – A&R - Jessica Severn – thiết kế - Ariana Grande – chỉ đạo sản xuất - Scott "Scooter" Braun – chỉ đạo sản xuất, quản trị - Allison Kaye – quản trị - Tom Munro – nhiếp ảnh - Donna Gryn – quản trị tiếp thị - Brad Haugen – quản trị tiếp thị - Laura Hess – quản trị tiếp thị |

Kỹ thuật
| - Ariana Grande – sáng tác, chỉ đạo sản xuất - Victoria McCants – sáng tác, sản xuất thanh nhạc - Tommy Brown – sáng tác, sản xuất, lập trình, kỹ sư - Serban Ghenea – phối nhạc - John Hanes – kỹ sư phối nhạc - Tom Coyne – master nhạc - Aya Merrill – master nhạc - Ilya – sáng tác, sản xuất, sản xuất thanh nhạc, guitar, bass, keys, lập trình - Max Martin – sáng tác, sản xuất, sản xuất thanh nhạc, keys, lập trình - Savan Kotecha – sáng tác, sản xuất, sản xuất thanh nhạc - Iggy Azalea – sáng tác - Shellback – sản xuất, keys, lập trình - Peter Carlsson – sản xuất thanh nhạc, kỹ sư, kỹ sư thanh nhạc - Sam Holland – kỹ sư - Leon Silva – saxophone - David Guetta – sáng tác - Giorgio Tuinfort – sáng tác - Rami Yacoub – sáng tác, sản xuất, sản xuất thanh nhạc, lập trình - Carl Falk – sáng tác, sản xuất, lập trình, guitar - Eric Weaver – kỹ sư - Benjamin Levin – sáng tác, sản xuất, lập trình, nhạc cụ - Ryan Tedder – sáng tác, sản xuất, lập trình, nhạc cụ - Ammar Malik – sáng tác - Noel Zancanella – sáng tác, sản xuất, lập trình, nhạc cụ - Chris Sclafani – kỹ sư - Matthew Tryba – kỹ sư - Bradford H. Smith – kỹ sư trợ lý - Phil Seaford – kỹ sư phối nhạc trợ lý - Andrew Luftman – điều phối sản xuất - Seif Hussain – điều phối sản xuất - Anton Zaslavski – sáng tác, sản xuất, phối nhạc, lập trình, nhạc cụ - Ryan Shanahan – kỹ sư - Jesse Taub – kỹ sư - Cory Brice – kỹ sư - Sean Anderson – sáng tác - Dwane Weir – sáng tác, sản xuất - Sauce – sản xuất thanh nhạc - Magnus August Hoiberg – sáng tác, sản xuất, lập trình, nhạc cụ - Theron Thomas – sáng tác - Timothy Thomas – sáng tác - Peder Losnegard – sáng tác, sản xuất, lập trình, nhạc cụ | - Kirby Dockery – sáng tác - Andrew Wansel – sáng tác, sản xuất - Warren Felder – sáng tác, sản xuất - Donald Glover – sáng tác - Benard Edwards – sáng tác - Nile Rodgers – sáng tác - Steven Jordan – sáng tác - Christopher Wallace – sáng tác - Sean Combs – sáng tác - Mason Bertha – sáng tác - Kevin Guardado – trợ lý sản xuất - Peter Svenssin – sáng tác, sản xuất - Ali Payami – sáng tác, sản xuất, lập trình, bass, trống, keyboard, nhạc cụ gõ - Abel Tesfaye – sáng tác - Ahmad Balshe – sáng tác - Jason Quenneville – kỹ sư - Niklas Ljungfelt – guitar - Peter Zimney – saxophone - Harry Styles – sáng tác - Johan Carlsson – sáng tác, sản xuất, sản xuất thanh nhạc, lập trình, nhạc cụ - Mattias Bylund – nhạc cụ dây - Rodney Jerkins – sáng tác, sản xuất, nhạc cụ - Alicia Renee Williams – sáng tác - Adrianne Birge – sáng tác - Darold Ferguson, Jr. – sáng tác - Paul Dawson – sản xuất, nhạc cụ - Matt Champlin – thu âm - Kim Lumpkin – điều phối sản xuất - Taylor Parks – sáng tác - Onika Maraj – sáng tác - Rickard Goransson – sáng tác, sản xuất, lập trình, nhạc cụ gõ - Jonas Thander – kèn - Dennis Jerkins – sáng tác - Travis Sayles – sản xuất, nhạc cụ - Harmony Samuels – sáng tác, sản xuất, nhạc cụ - Carmen Reece – sáng tác, biên soạn thanh nhạc - Al Sherrod Lambert – sáng tác - Maruice David Wade – sáng tác - Jose Cardoza – kỹ sư, thu âm - Jo Blaq – sản xuất thanh nhạc |

## Bảng xếp hạng
| Bảng xếp hạng (2014)                     | Thứ hạng cao nhất |
| ---------------------------------------- | ----------------- |
| Album Úc (ARIA)                          | 1                 |
| Album Áo (Ö3 Austria)                    | 3                 |
| Album Bỉ (Ultratop Vlaanderen)           | 1                 |
| Album Bỉ (Ultratop Wallonie)             | 11                |
| Brazilian Albums (ABPD)                  | 7                 |
| Album Canada (Billboard)                 | 1                 |
| Chinese Albums (Sino Chart)              | 8                 |
| Croatian Albums (HDU)                    | 31                |
| Croatian International Albums (HDU)      | 8                 |
| Album Đan Mạch (Hitlisten)               | 2                 |
| Album Hà Lan (Album Top 100)             | 3                 |
| Album Phần Lan (Suomen virallinen lista) | 8                 |
| Album Pháp (SNEP)                        | 18                |
| Album Đức (Offizielle Top 100)           | 5                 |
| Greek Albums (IFPI)                      | 5                 |
| Album Ireland (IRMA)                     | 2                 |
| Italian Albums (FIMI)                    | 4                 |
| Album Nhật Bản (Oricon)                  | 3                 |
| Mexican Albums (AMPROFON)                | 4                 |
| Album New Zealand (RMNZ)                 | 3                 |
| Album Na Uy (VG-lista)                   | 1                 |
| Album Ba Lan (ZPAV)                      | 9                 |
| Album Bồ Đào Nha (AFP)                   | 7                 |
| Album Scotland (OCC)                     | 4                 |
| South Korean Albums (Gaon)               | 35                |
| South Korean International Albums (Gaon) | 3                 |
| Album Tây Ban Nha (PROMUSICAE)           | 3                 |
| Album Thụy Điển (Sverigetopplistan)      | 2                 |
| Album Thụy Sĩ (Schweizer Hitparade)      | 2                 |
| Taiwanese Albums (G-Music)               | 10                |
| Taiwanese International Albums (G-Music) | 4                 |
| Taiwanese Western Albums (G-Music)       | 1                 |
| Album Anh Quốc (OCC)                     | 3                 |
| Album Hoa Kỳ Billboard 200               | 1                 |

| Bảng xếp hạng (2014)                   | Thứ hạng |
| -------------------------------------- | -------- |
| Australian Albums (ARIA)               | 37       |
| Belgian Albums (Ultratop Flanders)     | 99       |
| Belgian Albums (Ultratop Wallonia)     | 154      |
| Canadian Albums (Billboard)            | 46       |
| Dutch Albums (MegaCharts)              | 32       |
| Italian Albums (FIMI)                  | 85       |
| Japanese Albums (Oricon)               | 35       |
| New Zealand Albums (Recorded Music NZ) | 49       |
| US Billboard 200                       | 46       |

## Chứng nhận doanh số
| Quốc gia                                                                           | Chứng nhận | Số đơn vị/doanh số chứng nhận |
| ---------------------------------------------------------------------------------- | ---------- | ----------------------------- |
| Úc (ARIA)                                                                          | Vàng       | 35.000^                       |
| Áo (IFPI Áo)                                                                       | Vàng       | 7.500*                        |
| Nhật Bản (RIAJ)                                                                    | Vàng       | 126,000                       |
| México (AMPROFON)                                                                  | Bạch kim   | 60.000^                       |
| Ba Lan (ZPAV)                                                                      | Vàng       | 10.000*                       |
| Thụy Điển (GLF)                                                                    | Bạch kim   | 40.000‡                       |
| Anh Quốc (BPI)                                                                     | Bạc        | 60.000*                       |
| Hoa Kỳ (RIAA)                                                                      | Bạch kim   | 300,000                       |
| * Chứng nhận dựa theo doanh số tiêu thụ. ^ Chứng nhận dựa theo doanh số nhập hàng. |            |                               |

## Lịch sử phát hành
| Khu vực     | Ngày                | Phiên bản                                  | Định dạng         | Hãng đĩa         |
| ----------- | ------------------- | ------------------------------------------ | ----------------- | ---------------- |
| Đức         | 22 tháng 8 năm 2014 | Phiên bản tiêu chuẩn                       | Tải về            | Republic Records |
| Anh         | 22 tháng 8 năm 2014 | Phiên bản tiêu chuẩn                       | Tải về            | Republic Records |
| Ireland     | 22 tháng 8 năm 2014 | Phiên bản tiêu chuẩn                       | Tải về            | Republic Records |
| Toàn cầu    | 25 tháng 8 năm 2014 | - Phiên bản tiêu chuẩn - Phiên bản cao cấp | CD tải về [ 120 ] | Republic Records |
| Philippines | 30 tháng 8 năm 2014 | Phiên bản cao cấp                          | CD                | Republic Records |